# Ann El Safi

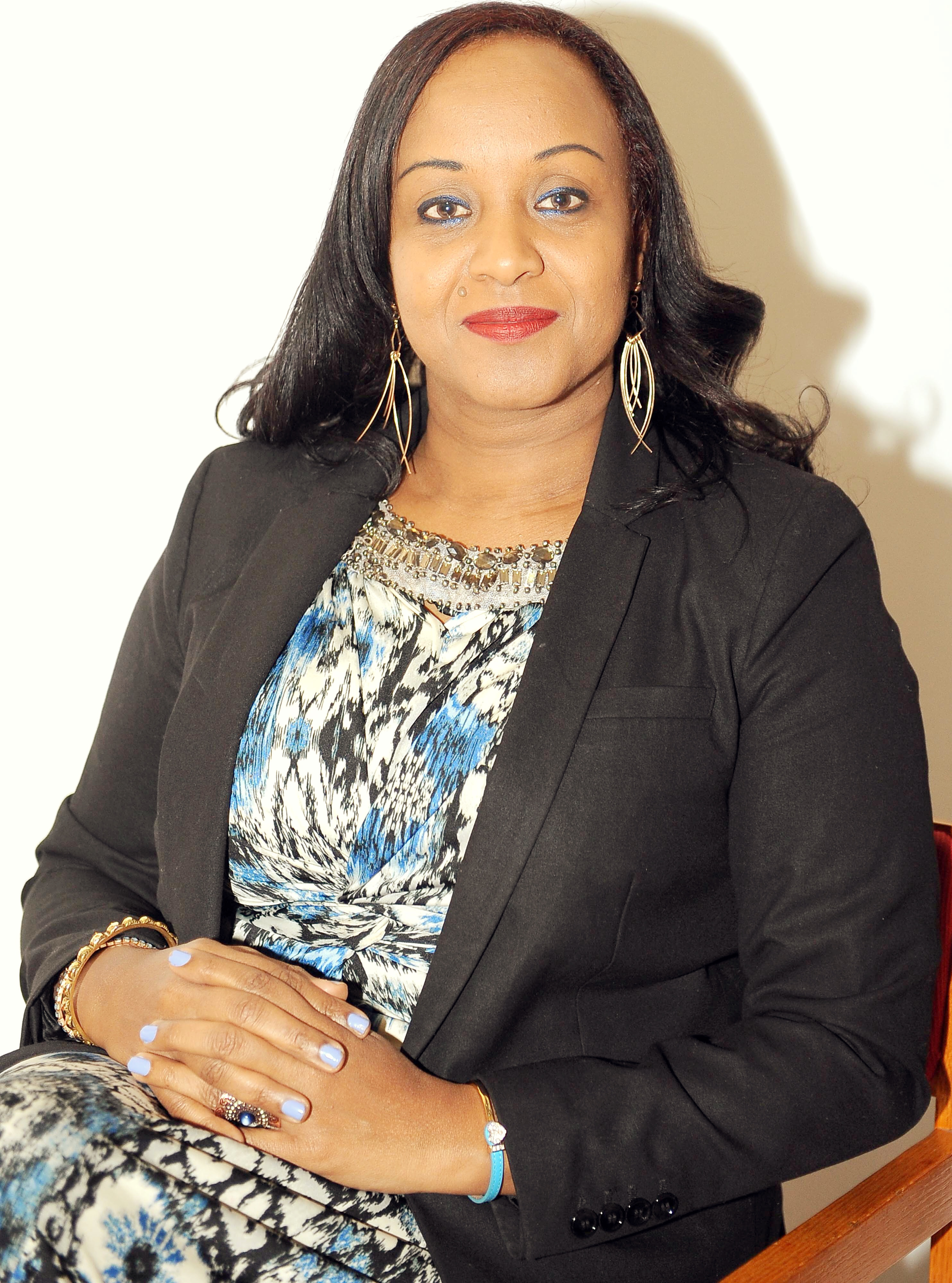

Ann El Safi (arabisch آن الصافي, Ann Adil Ya’Seen Hajj El Safi arabisch آن عادل يسّ حاج الصافي) ist eine sudanesische Journalistin, Schriftstellerin, Romanautorin und Ingenieurin. Bis 2019 veröffentlichte sie in ihrer Muttersprache Arabisch Gedichte und Romane sowie Artikel über Massenmedien moderner Gesellschaften.

## Leben
El Safi wurde im Sudan geboren. Sie lebt zwischen Abu Dhabi und Kanada und arbeitet als Journalistin sowie als Dozentin und Trainerin (Facilitator) in den Bereichen Wirtschaftsförderung und Personalmanagement.
1996 schloss sie ihr Studium der Computertechnik an der Eastern Mediterranean University mit einem Bachelor ab und arbeitete anschließend sieben Jahre lang bei Lucent Technologies in Abu Dhabi. El Safi studierte außerdem an der Poetry Academy in Abu Dhabi und schloss ihr Studium dort ab. Sie ist Mitglied der in Abu Dhabi ansässigen Institution Sea of Culture.
El Safi hat Artikel und Gedichte in verschiedenen arabischen und sudanesischen Publikationen veröffentlicht. Ihre Artikel „Atem der Worte“ („Breath of Words“) und „Cultural Attaché“ („Kulturbotschafter“) erschienen beispielsweise in der sudanesischen Zeitung Al-Sahafa. Außerdem veröffentlichte sie Artikel und Aufsätze im ägyptischen Magazin Al-Hilal. Darüber hinaus schreibt sie für die monatliche Kolumne „Sciences and Letters“ im Magazin des Dar Al Hilal Verlags. In regelmäßigen Abständen veröffentlichte El Safi auch Artikel im Kulturteil der saudischen Zeitung Al-Jazeera sowie regelmäßig Beiträge in der Kolumne „Writing for the Future“ der algerischen Zeitung Ech-Chaab (arabisch الشعب, „Das Volk“).
El Safi hat mit ihren Forschungsarbeiten an mehreren Konferenzen und Veranstaltungen zu arabischer und afrikanischer Literatur und Kultur teilgenommen. Beim 25. jährlichen Kulturfestival von Al-Qareen hielt sie einen Vortrag mit dem Titel „Moderne Medien und die öffentliche Meinung: Wie Medien in modernen Gesellschaften die öffentliche Meinung beeinflussen“ (Modern Media and the Public Opinion: How Media in Modern Societies Affects the Public Opinion). 2019 nahm sie mit einer weiteren Studie mit dem Titel „Toleranz als Baustein für das Schreiben für die Zukunft“ (Tolerance as a Building Block for Writing for the Future) am marokkanischen Oyoon-Forum für arabische Literatur teil.
2014 veröffentlichte El Safi ihren ersten Roman The Ark of Seduction (ar.: فُلك الغواية‎; „Die Arche der Verführung“). Danach veröffentlichte sie acht weitere Romane. Ihr Roman Das „Brot der Zigeuner“ (ar.: خبز الغجر‎, The Bread of Gypsies) wurde 2019 veröffentlicht. Darin behandelt sie Themen wie Gesellschaft und Wirtschaft, die Beziehungen zwischen verschiedenen Kulturen und Gemeinschaften sowie die Bedeutung von Toleranz, Akzeptanz und Zusammenarbeit in Gesellschaften. In einer Liste wichtiger sudanesischer Schriftstellerinnen im Magazin ArabLit empfahl der sudanesische Schriftsteller Abdelaziz Baraka Sakin El Safis Roman Kama al-Ruh (Wie ein Geist) aus dem Jahr 2016.

## Werke
- The Ark of Seduction! (Originaltitel: Fulk Al-Ghawaya!) 2014
- Jameel Nadawand. 2015
- Succession. (Orig.: Tawali) 2015
- The Narrator’s Rhyme. (Orig.: Kafiyat Al-Rawi) 2015
- Like a Spirit. (Orig.: Kama al-Ruh) 2016
- Writing for the Future – Part I. (Orig.: Al-Kitaba Lil-Mustaqbal – Al Juz’ Al-Awal) 2016
- Writing for the Future – Part II. (Orig.: Al-Kitaba Lil-Mustaqbal – Al Juz’ Al-Thani)
- It is Him (Orig.: Inaho Huwa) 2017
- Mirha. 2018
  - The Bread of Gypsies. (Orig.: Khubz al-Gajr) 2019[10]
- Walking On Glass. (Ori.: Al mashi ala al zujaj) 2022

## = Beteiligungen
- Abu Dhabi International Book Festival (2012–2017)
- The International Abu Dhabi Translation Conference. (Teil des International Book Festival 2012–2017)[11]
- Sea of Culture Institution, Abu Dhabi (2012–2017)
- Al-Khartoum International Book Festival (2014)
- Bahrain International Book Festival
- Cairo International Book Fair (2017)
- Vortrag in Fatima Al-Olianis Salon in Oman (2016)
- Veranstaltungen des General Permanent Office of Arabic Writers and the Arabic Novel (2014–2015)
- ٍSharjah story-telling forum (2016–2015)
- Symposium im Buthaina Khudr Mekki Centre for Innovation and Enlightenment (2016)
- Al Fada’at Publishing Forum, Jordanien (2014)
- Symposien der Emirati Writers Union in Sharjah und Dubai (2012–2017)
- Al-Tayeb Salih International Creative Writing Award (2. Platz, 2022)[12]